# Henotesia submaevius
Henotesia submaevius är en fjärilsart som beskrevs av Embrik Strand 1910. Henotesia submaevius ingår i släktet Henotesia och familjen praktfjärilar. Inga underarter finns listade i Catalogue of Life.